# Tori Black Is Pretty Filthy
Tori Black Is Pretty Filthy ist ein Pornofilm aus dem Jahr 2009 des Studios Elegant Angel. Er wurde nach Pornodarstellerin Tori Black benannt und gehört zum Gonzo-Genre. Der Film erhielt drei AVN Awards und einen F.A.M.E Award.

## Auszeichnungen
AVN Award 2010
- Best Gonzo Release[1]
- Best Tease Performance - Tori Black[1]
- Best Threeway Sex Scene - Tori Black, Rebeca Linares & Mark Ashley[1]

F.A.M.E. Award 2010
- Favorite Gonzo Movie

## Fortsetzung
Im zweiten Teil Tori Black Is Pretty Filthy 2 spielen neben Black weitere bekannte Darsteller mit, darunter Asa Akira, Charley Chase, Erik Everhard, Andy San Dimas, Alexis Texas und Jennifer White.

## Rezeption
Der Porno-Rezensent Don Houston, der über 20 Jahre Erfahrung verfügt, betonte, er halte Tori Black für eine der körperlich attraktivsten Darstellerinnen der Szene, sie habe aber in vorherigen Filmen zeitweise wahre Hitze, Leidenschaft, Energie und Chemie vermissen lassen. In diesem Film sei das nicht so, er lobte besonders die non-POV-Anal-Szene und „gemischtrassige“ Dreier.